# Jantar Hills
Jantar Hills är en kulle i Antarktis. Den ligger i Västantarktis. Argentina, Chile och Storbritannien gör anspråk på området. Toppen på Jantar Hills är 643 meter över havet.
Terrängen runt Jantar Hills är bergig åt sydost, men åt nordväst är den kuperad. Havet är nära Jantar Hills åt nordväst. Trakten är glest befolkad. Närmaste befolkade plats är Gonzalez Videla Station, 6,3 kilometer norr om Jantar Hills. 